# Monday Morning
Monday Morning är en sång av kanadensiskan Melanie Fiona från hennes debutalbum The Bridge från 2009. Låten producerades av Peter Wade Keusch och Sidh Solanki, skrevs av Peter Wade Keusch, Sidh Solanki, och Charlene Gilliam, och spelades in i LaBronze Johnson Studios i New York.  Den släpptes som tredje singel ut i USA, efter speltid på adult top 40-radiostationerna.  Den spelades flitigt av radiostationerna i Kanada då hot adult contemporary-radiostationen CKZZ-FM (Virgin Radio 953) i Vancouver spelade den mycket runt april 2010, och Monday Morning blev femte singel från The Bridge att släppas i Kanada.  Dessutom hördes den i Galaxie's Pop Adult-kanal.

## Listplaceringar
"Monday Morning" debuterade på den schweiziska singellistan på 80:e plats under släppdatumet den 25 oktober 2009; och den har senare toppat. Låten blev också framgångsrik i Polen och Österrike.
| Lista (2009/2010)         | Topplacering |
| ------------------------- | ------------ |
| Österrikiska singellistan | 3            |
| Tyska singellistan        | 46           |
| Ungerska Rádiós Top 40    | 21           |
| Polska singellistan       | 1            |
| Ryska spellistan          | 237          |
| Slovakiska spellistan     | 19           |
| Svenska singellistan      | 22           |
| Schweiziska singellistan  | 1            |